# Капитан Америка 2
«Капитан Америка 2: Слишком скорая смерть» (англ. Captain America II: Death Too Soon) — фантастический боевик, основанный на комиксах издательства Marvel Comics о супергерое Капитане Америке. Третья киноэкранизация приключений Капитана Америки и продолжение фильма «Капитан Америка».
Фильм вышел на телеэкраны США 23 ноября 1979 года, дистрибьютором выступила телерадиосеть CBS. Театральный релиз состоялся в 1980 году во Франции, а в 2014 состоялся специальный показ на кинофестивале в Финляндии.

## Сюжет
Саймон Миллс пытаясь найти пропавшего учёного полагает, что учёного удерживает революционер — террорист, известный как Генерал Мигель, используя его, чтобы получить формулу, ускоряющую процесс старения. Миллс посылает Стива Роджерса (Капитана Америку), чтобы найти его. Его единственное преимущество — химикат, необходимый учёному для завершения формулы. Стив следует в маленький город. По дороге Стив замечает необычные явления в городе. Жители советуют Стиву уезжать из города. Мигель угрожает распылить химикат над городом, в случае если его требования не выполнят.

## В ролях
| Актёр             | Роль                           |
| ----------------- | ------------------------------ |
| Рэб Браун         | Стив Роджерс / Капитан Америка |
| Конни Селлекка    | доктор Венди Дэй               |
| Лен Бирман        | доктор Саймон Миллс            |
| Кристофер Ли      | Генерал Мигель                 |
| Кэтерин Джастис   | Хелен Мур                      |
| Кристофер Кэри    | профессор Иан Илсон            |
| Уильям Лаккинг    | Стадер                         |
| Стенли Кэмел      | Крамер                         |
| Кен Своффорд      | Эверетт Блисс                  |
| Лана Вуд          | Иоланда                        |
| Артур Розенберг   | доктор                         |
| Уильям Мимс       | доктор Джей Беннер             |
| Алекс Хайд-Вайт   | парень                         |
| Лашелль Чемберлен | девушка                        |
| Сьюзэн Френч      | миссис Шоу                     |
| Джон Валдрон      | Питер Мур                      |
| Тимоти О’Хаган    | Кэл, в титрах не указан        |

## Съёмочная группа
- Режиссёр — Иван Наги
- Сценаристы — Вилтон Шиллер, Патриция Пэйн, Джек Кирби, Джо Саймон
- Исполнительный продюсер — Аллан Балтер
- Помощник продюсера — Мартин М. Голдштейн
- Оператор — Винсент А. Мартинелли
- Композиторы — Пит Карпентер, Майк Пост
- Художник — Дэвид Л. Снайдер
- Художник-постановщик — Луис Монтеяно
- Художник по костюмам — Ивонн Вуд
- Художник-декоратор — Роберт Джордж Фрир
- Постановщик трюков — Тим Калбертсон
- Монтаж — Майкл С. Мерфи